# Nanosaurus
Nanosaurus là một chi khủng long thuộc phân bộ Neornithischian, được Marsh mô tả khoa học năm 1877. Chúng sống khoảng 155 đến 148 triệu năm trước, trong giai đoạn cuối kỷ Jura. Hóa thạch của nó được tìm thấy ở hệ tầng Morrison của miền Tây Nam Hoa Kỳ. Chi này chỉ có một loài được phát hiện là Nanosaurus Agilis. Loài này đã được mô tả và đặt tên bởi Othniel Charles Marsh vào năm 1877. Nanosaurus có một lịch sử phân loại phức tạp, phần lớn là từ Marsh và Peter M. Galton, liên quan đến các chi Laosaurus, Hallopus, Othnielia và Othnielosaurus. Nó đã xếp vào họ Hypsilophodont hoặc Fabrosaur. Nhưng Nanosaurus hiện nay được coi là một thành viên của phân bộ Neornithischia.

## Mô tả
Nanosaurus được biết đến với tất cả các bộ phận của cơ thể, bao gồm hai bộ xương, nhưng rất ít hộp sọ được tìm thấy. Chúng có kích thước nhỏ, dài khoảng 2 mét (6,6 ft) và nặng 10 kg (22 lb).
Hai chân trước của chúng ngắn, chân sau dài hơn. Bàn tay ngắn và rộng với những ngón tay ngắn, đầu nhỏ. Nanosaurus có răng hình chiếc lá nhỏ (hình tam giác có những đường vân nhỏ và răng cửa nằm dọc theo mép trước và sau).

## Lịch sử nghiên cứu và phân loại

### Những mô tả đầu tiên của Marsh

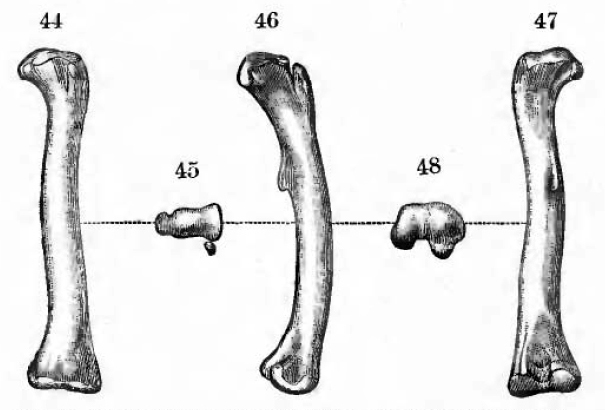
Mẫu xương N.rex trong nghiên cứu của ông

Năm 1877, Marsh đã đặt tên cho các loài của chi Nanosaurus trong các ấn phẩm riêng biệt, dựa trên một phần hóa thạch từ Colorado. Một bản mô tả Nanosaurus Agilis, dựa trên mẫu YPM 1913, với một xương hông, xương đùi, xương ống chân và xương mác. Một bản khác là về loài Nanosaurus rex, dựa trên YPM 1915 gồm xương đùi hoàn chỉnh. Ông cho rằng cả hai loài đều có kích thước nhỏ. Một loài thứ ba – Nanosaurus victor cũng được đặt tên nhưng ông ấy sớm nhận ra nó là một loài không thuộc chi này (bây giờ nó được gọi là Hallopus crocodylomorph – một loài khủng long nhỏ, hai chân).